# Pongeiella
Pongeiella är ett släkte av urinsekter. Pongeiella ingår i familjen blekhoppstjärtar.
Släktet innehåller bara arten Pongeiella falca.